# Rousham
Rousham – wieś w Anglii, w hrabstwie Oxfordshire, w dystrykcie West Oxfordshire. Leży 19 km na północ od Oksfordu i 93 km na północny zachód od Londynu. W 2001 miejscowość liczyła 50 mieszkańców.